# Boulougou
Boulougou est une commune rurale située dans le département de Saponé de la province du Bazèga dans la région du Centre-Sud au Burkina Faso.

## Géographie
Le village de Boulougou est situé à une dizaine de kilomètres au Sud du chef-lieu Saponé et à 2 km au Nord-Est de Targho.

## Santé et éducation
Le centre de soins le plus proche de Boulougou est le centre médical de Targho.